# 楊維
楊維（ヤン・ウェイ、Yang Wei、1979年1月13日- ）は中国湖北省武漢市出身のバドミントン選手。
2000年のシドニーオリンピックでは、黄楠雁とのダブルスで銀メダルを獲得。2004年のアテネオリンピックでは、張潔雯とのダブルスで金メダルを獲得した。2008年に地元中国で行われた北京オリンピックでも、張潔雯とのダブルスで第1シードとなり、連覇を狙ったが日本の末綱聡子、前田美順に準々決勝で敗れた。
2010年1月現役引退。